# Адміністративний устрій Могилів-Подільського району
Адміністративний устрій Могилів-Подільського району — адміністративно-територіальний поділ Могилів-Подільського району Вінницької області на 1 селищну та 27 сільських рад, які об'єднують 54 населені пункти та підпорядковані Могилів-Подільській районній раді. Адміністративний центр — місто Могилів-Подільський, яке має статус міста обласного значення, тому не входить до складу району.

## Список радМогилів-Подільського району
| №  | Назва                            | Центр                 | Населені пункти                                                             | Площа км² | Місце за площею | Населення (2001), чол. | Місце за населенням |
| -- | -------------------------------- | --------------------- | --------------------------------------------------------------------------- | --------- | --------------- | ---------------------- | ------------------- |
| 1  | Вендичанська селищна рада        | смт Вендичани         | смт Вендичани с. Борщівці с. Підлісне с. Тарасівка                          |           |                 |                        |                     |
| 2  | Бандишівська сільська рада       | с. Бандишівка         | с. Бандишівка                                                               |           |                 |                        |                     |
| 3  | Бернашівська сільська рада       | с. Бернашівка         | с. Бернашівка                                                               |           |                 |                        |                     |
| 4  | Бронницька сільська рада         | с. Бронниця           | с. Бронниця с. Григорівка с-ще Криштофівка с-ще Нова Григорівка с. Оленівка |           |                 |                        |                     |
| 5  | Грушанська сільська рада         | с. Грушка             | с. Грушка с. Вільне с. Садки с. Слобода-Шлишковецька                        |           |                 |                        |                     |
| 6  | Жеребилівська сільська рада      | с. Жеребилівка        | с. Жеребилівка с. Іракліївка                                                |           |                 |                        |                     |
| 7  | Карпівська сільська рада         | с. Карпівка           | с. Карпівка                                                                 |           |                 |                        |                     |
| 8  | Козлівська сільська рада         | с. Козлів             | с. Козлів с. Липчани с. Нагоряни                                            |           |                 |                        |                     |
| 9  | Конівська сільська рада          | с. Конева             | с. Конева с. Садова                                                         |           |                 |                        |                     |
| 10 | Кремінська сільська рада         | с. Кремінне           | с. Кремінне                                                                 |           |                 |                        |                     |
| 11 | Кричанівська сільська рада       | с. Кричанівка         | с. Кричанівка                                                               |           |                 |                        |                     |
| 12 | Кукавська сільська рада          | с. Кукавка            | с. Кукавка с. Ломазів с. Нижчий Ольчедаїв                                   |           |                 |                        |                     |
| 13 | Мервинецька сільська рада        | с. Мервинці           | с. Мервинці с. Новомикільськ                                                |           |                 |                        |                     |
| 14 | Немійська сільська рада          | с. Немія              | с. Немія                                                                    |           |                 |                        |                     |
| 15 | Озаринецька сільська рада        | с. Озаринці           | с. Озаринці                                                                 |           |                 |                        |                     |
| 16 | Пилипівська сільська рада        | с. Пилипи             | с. Пилипи с. Петрівка с. Шлишківці                                          |           |                 |                        |                     |
| 17 | Серебринецька сільська рада      | с. Серебринці         | с. Серебринці с. Грабарівка                                                 |           |                 |                        |                     |
| 18 | Серебрійська сільська рада       | с. Серебрія           | с. Серебрія                                                                 |           |                 |                        |                     |
| 19 | Сказинецька сільська рада        | с. Сказинці           | с. Сказинці с. Воєводчинці с-ще Коштуля                                     |           |                 |                        |                     |
| 20 | Слідянська сільська рада         | с. Сліди              | с. Сліди                                                                    |           |                 |                        |                     |
| 21 | Слободо-Яришівська сільська рада | с. Слобода-Яришівська | с. Слобода-Яришівська с. Яструбна                                           |           |                 |                        |                     |
| 22 | Суботівська сільська рада        | с. Суботівка          | с. Суботівка с. Садківці                                                    |           |                 |                        |                     |
| 23 | Сугаківська сільська рада        | с. Сугаки             | с. Сугаки                                                                   |           |                 |                        |                     |
| 24 | Тропівська сільська рада         | с. Тропове            | с. Тропове                                                                  |           |                 |                        |                     |
| 25 | Хоньковецька сільська рада       | с. Хоньківці          | с. Хоньківці                                                                |           |                 |                        |                     |
| 26 | Юрковецька сільська рада         | с. Юрківці            | с. Юрківці                                                                  |           |                 |                        |                     |
| 27 | Яришівська сільська рада         | с. Яришів             | с. Яришів с. Лядова                                                         |           |                 |                        |                     |
| 28 | Ярузька сільська рада            | с. Яруга              | с. Яруга с. Івонівка                                                        |           |                 |                        |                     |

Скорочення: м. — місто, с. — село, смт — селище міського типу, с-ще — селище